# Andor
Andor, también conocida como Star Wars: Andor y Andor: A Star Wars Story en su segunda temporada, es una serie de televisión estadounidense creada por Tony Gilroy para el servicio OTT de streaming Disney+. Forma parte de la franquicia Star Wars y es una precuela de la película Rogue One: una historia de Star Wars, siguiendo al personaje Cassian Andor cinco años antes de los eventos de la película. Diego Luna es productor ejecutivo y protagoniza la serie repitiendo su papel como Cassian Andor. Stellan Skarsgård, Genevieve O'Reilly, Kyle Soller,  Adria Arjona, Denise Gough, Fiona Shaw, Faye Marsay, Varada Sethu, Elizabeth Dulau, Ben Mendelsohn y Benjamin Bratt también protagonizando. 
Lucasfilm estaba desarrollando una serie de series de acción en vivo de Star Wars para Disney+ en febrero de 2018, con una serie centrada en Andor anunciada en noviembre, junto con la participación de Luna y la contratación de Stephen Schiff como showrunner. Schiff fue reemplazado por el coguionista de Rogue One Tony Gilroy como creador y showrunner en abril de 2020. La filmación comenzó a fines de noviembre de 2020 en Londres y terminó en septiembre de 2021. Una segunda y última temporada, también de 12 episodios, enlazará su final con los eventos de Rogue One. La filmación de la segunda temporada comenzó en noviembre de 2022 y terminó en febrero de 2024 con pausas debido a las huelgas de guionistas y actores de Hollywood.
Andor se estrenó el 21 de septiembre de 2022 y consta de 12 episodios en su primera temporada que se emitieron semanalmente hasta el 23 de noviembre. La segunda y última temporada se estrenó el 22 de abril de 2025 con tres episodios semanales hasta el 13 de mayo. Ha recibido elogios de la crítica por su escritura, dirección, actuaciones (particularmente las de Luna, Skarsgård y O'Reilly), secuencias de acción, efectos visuales, partitura musical y el tono más oscuro y maduro en comparación con otros proyectos de Star Wars, aunque su ritmo ha recibido algunas críticas. 

## Sinopsis
Ambientada cinco años antes de los eventos de la película Rogue One, la serie sigue al espía Cassian Andor durante los años de formación de la Alianza Rebelde. La serie muestra la transformación de Andor, un ladrón que se convierte en revolucionario y finalmente se une a la Rebelión contra el Imperio Galáctico.

## Reparto

### Principales
- Diego Luna como Cassian Andor: Un ladrón cuyo planeta natal fue destruido por el Imperio Galáctico.[7] La serie comienza con Andor como un cínico «averso a la revolución» y explora cómo se convierte en «la persona más apasionada que se entregará para salvar la galaxia» en Rogue One. Gilroy lo describió como un líder natural que manipula a las personas y agregó que es «realmente el tipo perfecto de espía, guerrero, asesino».[8]
- Stellan Skarsgård como Luthen Rael: El contacto del distribuidor de Caleen que forma parte de la Alianza Rebelde. Contrata a Cassian en su primera misión como agente rebelde. Luthen se hace pasar públicamente por un anticuario de Coruscant.
- Genevieve O'Reilly como Mon Mothma: Una senadora imperial del rico mundo central de Chandrila que intenta navegar por la política del Imperio mientras ayuda en secreto a fundar la Alianza Rebelde.[9]
- Kyle Soller como Syril Karn: Un inspector adjunto de la Autoridad Preox-Morlana (Pre-Mor), un conglomerado corporativo a cargo de un sector comercial. Karn trabaja para los servicios de seguridad de Pre-Mor y está decidido a capturar a Andor después de que se sospecha que asesinó a dos empleados de seguridad de Pre-Mor.[10] Soller describió su personaje como teniendo "una sensación extrema de necesidad de impresionar y llenar un agujero en sí mismo". Y eso realmente se trata de ascender a la cima de cualquier campo en el que esté. El campo que ha elegido es uno de restricción y control completo, y uno de dominación ".
- Adria Arjona como Bix Caleen: Una mecánica y traficante del mercado negro que es aliada de Andor.[10]
- Denise Gough como Dedra Meero: Una ambiciosa y estratégica supervisora de la Oficina de Seguridad Imperial.
- Fiona Shaw como Maarva Andor (temporada 1): Una carroñera que se convierte en la madre adoptiva de Cassian.[10]
- Faye Marsay como Vel Sartha: La líder de una operación rebelde en el planeta Aldhani, prima de Mothma y pareja de Cinta.
- Varada Sethu como Cinta Kaz: una rebelde en Aldhani que se desempeña como médico y sanadora del equipo y pareja de Vel.
- Elizabeth Dulau como Kleya Marki: la asistente de Luthen en su galería, que es una parte fundamental de su círculo rebelde y maneja comunicaciones secretas para él.
- Ben Mendelsohn como Orson Krennic (temporada 2): El director de investigación de armas avanzadas para el ejército imperial.[11]
- Benjamin Bratt como Bail Organa (temporada 2): Senador imperial que representa al mundo de Alderaan y padre adoptivo de Leia Organa. Bratt reemplaza a Jimmy Smits, quien interpretó al personaje en anteriores entregas de Star Wars.[12]
- Alan Tudyk como la voz y captura de movimiento de K-2SO (temporada 2): Un antiguo droide ejecutor imperial que fue reprogramado para servir a la Rebelión. Tudyk repite su papel de Rogue One.[13]

### Recurrentes
- Joplin Sibtain como Brasso: compañero de trabajo y colega de Andor.
- Kathryn Hunter como Eedy Karn: la madre de Syril.
- Alastair Mackenzie como Perrin Fertha: el esposo de Mothma que también es miembro del Senado Imperial.
- Anton Lesser como Major Partagaz: el oficial imperial en jefe en la Oficina de Seguridad Imperial.
- Ben Miles como Tay Kolma: un banquero que es amigo de la infancia de Mothma y de quien busca ayuda.
- Forest Whitaker como Saw Gerrera: un veterano de la Guerra de los Clones y líder de un grupo insurgente militante conocido como Los Partisanos, un brazo radical y armado de la Alianza Rebelde.[14]
- Richard Dillane como Davo Sculdun: un turbio hombre de negocios de Chandrila.
- Duncan Pow como Ruescott Melshi: un trabajador y recluso en las instalaciones de la fábrica Imperial en Narkina 5 que luego se unirá a la Alianza Rebelde junto a Andor.

#### Temporada 1
- James McArdle como Timm Karlo: compañero de trabajo y novio de Caleen
- Rupert Vansittart como Jefe Hyne: el superior de Pre-Mor de Syril
- Alex Ferns como Linus Mosk: un oficial de Pre-Mor.
- Gary Beadle como Clem Andor: el socio de Maarva y padre adoptivo de Cassian. Cassian usa su nombre como un alias.
- Stanley Townsend como el comandante Jayhold Beehaz: el superior imperial de Gorn en Aldhani.
- Alex Lawther como Karis Nemik: un rebelde idealista en Aldhani.
- Sule Rimi como Teniente Gorn: un oficial imperial en Aldhani que es secretamente uno de los rebeldes de Vel.
- Ebon Moss-Bachrach como Arvel Skeen: Un misterioso rebelde en Aldhani.[15]
- Gershwyn Eustace Jr. como Taramyn Barcona: un rebelde en Aldhani, anteriormente un Stormtrooper.
- Andy Serkis como Kino Loy: Un recluso que se desempeña como gerente de piso en las instalaciones de la fábrica Imperial en el planeta Narkina 5. Serkis interpretó previamente al Líder Supremo Snoke en la trilogía de secuelas.

#### Temporada 2
- Muhannad Bhaier como Wilmon Paak (temporada 2; invitado temporada 1): Un joven residente de Ferrix, que trabajó junto a su padre Salman en Repaak Salyard y finalmente se une a la rebelión emergente después de la muerte de Salman a manos del Imperio.
- Sam Gilroy como Gerdis : Un miembro de la célula rebelde Brigada Maya Pei.
- Benjamin Norris como Bardi: Un miembro de la célula rebelde Brigada Maya Pei.
- Robert Emms como Lonni Jung: un supervisor de la ISB que es secretamente un informante rebelde y reporta a Luthen.
- Jacob James Beswick como Heert (temporada 2; invitado en la temporada 1): Asistente de la supervisora de la ISB, Dedra Meero. Posteriormente, fue ascendido a supervisor de la ISB y el mayor Partagaz le asignó la investigación sobre "Axis".
- Richard Sammel como Carro Rylanz: Un funcionario electo de Ghorman, líder de un grupo rebelde emergente conocido como el Frente de Ghorman.
- Thierry Godard como Lezine: Un ser humano y crítico abierto de la ocupación del planeta Ghorman por parte del Imperio Galáctico.
- Alistair Petrie como el General Davits Draven: un líder rebelde en Yavin 4. Petrie repite su papel de Rogue One.
- Jonjo O'Neill como Kaido: Oficial del Ejército Imperial, especialista en crisis. Fue enviado a Ghorman para supervisar la ejecución táctica del proyecto Ghorman, instando a la población local a justificar una respuesta imperial.

Además, Dave Chapman da voz al droide B2EMO de Maarva Andor, otros residentes de Ferrix incluyen a Zubin Varla como Xanwan, el jefe del negocio de transporte en Ferrix y amigo de Andor; Abhin Galeya como Salman Paak, propietario de una tienda de salvamento que dirige Repaak Salyard; Muhannad Bhaier como Wilmon, el hijo de Salman que también dirige Repaak Salyard; Kieran O'Brien como Pegla, centinela de Zorby's Western Shiplot, el lote de naves estelares en Ferrix; Raymond Anum como Nurchi; Víctor Pérez como Rashi; Neil Bell como el "Time Grappler" que marca la hora en el campanario golpeando su yunque; y Pamela Nomvete como Jezzi, miembro de las Hijas de Ferrix.
Belle Swarc aparece como la hermana de Andor, Kerri; Bronte Carmichael aparece como la hija de Mothma, Leida, y David Hayman aparece como el jefe de los nativos de Aldhani. Ben Bailey Smith y Robert Emms interpretan a los supervisores de la Seguridad Imperial Blevin y Lonni Jung, respectivamente. Nick Blood aparece como Corporal Kimzi. Malcolm Sinclair aparece como el coronel Wullf Yularen, un personaje de varios medios de Star Wars, que fue interpretado anteriormente por Robert Clarke en A New Hope y con la voz de Tom Kane en Star Wars: The Clone Wars y Star Wars Rebels. Sam Witwer proporciona la voz no acreditada del Shoretrooper que arresta a Andor en Niamos. Clemens Schick y Christopher Fairbank aparecen como Ham y Ulaf, dos presos en Narkina 5, mientras que Adrian Rawlins aparece como el Dr. Rhasiv, un médico de la prisión en Narkina 5.

## Episodios
| Temporada | Temporada | Episodios | Episodios | Emisión original         | Emisión original        |
| Temporada | Temporada | Episodios | Episodios | Primera emisión          | Última emisión          |
| --------- | --------- | --------- | --------- | ------------------------ | ----------------------- |
|           | 1         | 12        | 12        | 21 de septiembre de 2022 | 23 de noviembre de 2022 |
|           | 2         | 12        | 12        | 22 de abril de 2025      | 13 de mayo de 2025      |

### Temporada 1 (2022)
| N.º en serie | N.º en temp. | Título                | Dirigido por   | Escrito por    | Fecha de emisión original |
| ------------ | ------------ | --------------------- | -------------- | -------------- | ------------------------- |
| 1            | 1            | «Kassa»               | Toby Haynes    | Tony Gilroy    | 21 de septiembre de 2022  |
| 2            | 2            | «That Would Be Me»    | Toby Haynes    | Tony Gilroy    | 21 de septiembre de 2022  |
| 3            | 3            | «Reckoning»           | Toby Haynes    | Tony Gilroy    | 21 de septiembre de 2022  |
| 4            | 4            | «Aldhani»             | Susanna White  | Dan Gilroy     | 28 de septiembre de 2022  |
| 5            | 5            | «The Axe Forgets»     | Susanna White  | Dan Gilroy     | 5 de octubre de 2022      |
| 6            | 6            | «The Eye»             | Susanna White  | Dan Gilroy     | 12 de octubre de 2022     |
| 7            | 7            | «Announcement»        | Benjamin Caron | Stephen Schiff | 19 de octubre de 2022     |
| 8            | 8            | «Narkina 5»           | Toby Haynes    | Beau Willimon  | 26 de octubre de 2022     |
| 9            | 9            | «Nobody's Listening!» | Toby Haynes    | Beau Willimon  | 2 de noviembre de 2022    |
| 10           | 10           | «One Way Out»         | Toby Haynes    | Beau Willimon  | 9 de noviembre de 2022    |
| 11           | 11           | «Daughter of Ferrix»  | Benjamin Caron | Tony Gilroy    | 16 de noviembre de 2022   |
| 12           | 12           | «Rix Road»            | Benjamin Caron | Tony Gilroy    | 23 de noviembre de 2022   |

### Temporada 2 (2025)
| N.º en serie | N.º en temp. | Título                      | Dirigido por        | Escrito por   | Fecha de emisión original |
| ------------ | ------------ | --------------------------- | ------------------- | ------------- | ------------------------- |
| 13           | 1            | «One Year Later»            | Ariel Kleiman       | Tony Gilroy   | 22 de abril de 2025       |
| 14           | 2            | «Sagrona Teema»             | Ariel Kleiman       | Tony Gilroy   | 22 de abril de 2025       |
| 15           | 3            | «Harvest»                   | Ariel Kleiman       | Tony Gilroy   | 22 de abril de 2025       |
| 16           | 4            | «Ever Been to Ghorman?»     | Ariel Kleiman       | Beau Willimon | 29 de abril de 2025       |
| 17           | 5            | «I Have Friends Everywhere» | Ariel Kleiman       | Beau Willimon | 29 de abril de 2025       |
| 18           | 6            | «What a Festive Evening»    | Ariel Kleiman       | Beau Willimon | 29 de abril de 2025       |
| 19           | 7            | «Messenger»                 | Janus Metz          | Dan Gilroy    | 6 de mayo de 2025         |
| 20           | 8            | «Who Are You?»              | Janus Metz          | Dan Gilroy    | 6 de mayo de 2025         |
| 21           | 9            | «Welcome to the Rebellion»  | Janus Metz          | Dan Gilroy    | 6 de mayo de 2025         |
| 22           | 10           | «Make It Stop»              | Alonso Ruizpalacios | Tom Bissell   | 13 de mayo de 2025        |
| 23           | 11           | «Who Else Knows?»           | Alonso Ruizpalacios | Tom Bissell   | 13 de mayo de 2025        |
| 24           | 12           | «Jedha, Kyber, Erso»        | Alonso Ruizpalacios | Tom Bissell   | 13 de mayo de 2025        |

## Producción

### Desarrollo
El gerente de Disney, Bob Iger, anunció en noviembre de 2017 que Disney y Lucasfilm estaban desarrollando una serie de televisión de Star Wars de imagen real para el nuevo servicio de transmisión Disney+. En febrero de 2018, aclaró que había varias series en desarrollo para el servicio. En noviembre se reveló que una de estas series era una precuela de la película Rogue One. Se describió como un thriller de espías centrado en el personaje de Cassian Andor, con Diego Luna repitiendo su papel de la película. Se esperaba que la producción comenzara en 2019 después de que Luna completara la filmación de la segunda temporada de Narcos: México.
A fines de noviembre de 2018, Stephen Schiff se desempeñaba como showrunner y productor ejecutivo de la serie. En julio de 2019, Rick Famuyiwa estaba en conversaciones para dirigir varios episodios de la serie después de hacer lo mismo para la primera serie de acción en vivo de Star Wars, The Mandalorian. En octubre de ese año, Tony Gilroy se unió a la serie para escribir el primer episodio, dirigir varios episodios y trabajar junto a Schiff. Para abril de 2020, Gilroy había reemplazado oficialmente a Schiff como showrunner. En abril de 2020, la serie iba a iniciar su preproducción en Reino Unido, sin embargo debido a la pandemia de COVID-19 se tuvo que retrasar. La preproducción de la serie comenzó en septiembre del mismo año y la filmación inicio en noviembre.
La presidenta de Lucasfilm, Kathleen Kennedy, anunció el título de la serie en diciembre de 2020, junto con su fecha de estreno para 2022. Se reveló que Luna era el productor ejecutivo de la serie, que consistiría en 12 episodios. Luna expresó su entusiasmo por poder explorar más al personaje en la serie después de hacer Rogue One. En febrero de 2021, Ben Caron y Susanna White fueron contratados como directores adicionales de la serie.
El director de fotografía Adriano Goldman dijo que originalmente había planes para que la serie durara cinco temporadas, pero él creía que habían cambiado y ahora se esperaba que durara tres.  En la Star Wars Celebration un mes después, Lucasfilm confirmó una segunda temporada de 12 episodios.  Gilroy explicó que el plan original de cinco temporadas se consideró "físicamente imposible" debido a la escala de la serie, y, en cambio, se dieron cuenta de que podían terminar la serie con una temporada más que condujera directamente a los eventos de Rogue One.
En noviembre de 2022,  Ariel Kleiman, Janus Metz y Alonso Ruizpalacios fueron elegidos para dirigir episodios de la segunda temporada, con Kleiman dirigiendo seis episodios.

### Guion
Además de Gilroy y Schiff, los guionistas de la serie incluyen a Beau Willimon y al hermano de Gilroy, Dan.  Gilroy instó a su equipo de redacción a dejar de lado su reverencia personal y nostalgia por Star Wars, temiendo que tal actitud pudiera cambiar su comportamiento y trabajo. Gilroy quería que la serie fuera accesible para todos los espectadores, no solo para los fanáticos de Star Wars, con la esperanza de que esos fanáticos pudieran ver la serie con sus amigos y familiares que no están interesados en el resto de la franquicia. Luna expresó su entusiasmo por poder explorar más el personaje de Andor en la serie después de la agridulce experiencia de hacer Rogue One, en la que el personaje muere.  Dado que Andor es una precuela de la película, Luna dijo que era "bueno entrar en una historia [de la cual] ya conoces el final. Ahora puedes [desarrollar] los matices y las capas. Creo que es divertido hacer algo que no se trata solo de llegar al final. Se trata de retrasar eso".  Luna pudo sugerir elementos de la historia de fondo del personaje en los que había pensado durante el rodaje de Rogue One,  y estaba agradecido de que Gilroy hiciera del personaje un refugiado. Explicó: "Es el viaje de un migrante, que para mí es todo de lo que vengo. Ese sentimiento de tener que mudarme está detrás de esta historia muy profundamente".  Luna sintió que debido a esto, era "difícil saber de dónde viene", y sintió que Andor quería "encontrar las oportunidades, la libertad, las oportunidades que no encuentran donde nacen".
La primera temporada comienza cinco años antes de Rogue One y cuenta un año de la historia de Andor cuando se convierte por primera vez en un revolucionario. Luego, los próximos cuatro años están cubiertos por la segunda temporada, que conduce directamente a los eventos de la película.  Gilroy abordó las dos temporadas como dos mitades de una novela y describió el comienzo del programa como "una situación muy simple, casi de película negra para un ladrón [Andor]. Un tipo astuto se mete en un gran problema, trata de vender algo que tiene para salvar su trasero". Luna dijo que la serie trataba sobre la construcción de una revolución, y dijo que era importante explorar "lo revolucionario en lo que podemos convertirnos para cambiar las cosas, detener la guerra, hacer de este mundo un lugar habitable", lo que consideró relevante para los problemas del mundo real.  Gilroy declaró: "Este tipo dio su vida por la galaxia, ¿verdad? Quiero decir, conscientemente, sobriamente, sin vanidad ni reconocimiento, se sacrificó a sí mismo. ¿Quién hace eso?" Quería explorar esa idea en la primera temporada, comenzando con Andor "siendo realmente reacio a la revolución, cínico, perdido y un poco desordenado". La temporada muestra la destrucción del mundo natal de Andor cuando era un niño y luego se basa en el planeta adoptivo de Andor, que se radicaliza contra el Imperio.
Tony Gilroy, Dan Gilroy y Beau Willimon vuelven a escribir para la temporada, y se les une Tom Bissell. Tony Gilroy reveló que escribió el tercer episodio de la temporada. Los últimos tres episodios de la segunda temporada cubrirán los tres días previos al inicio de Rogue One. Gilroy comentó: «Serán como cuatro o cinco días, y luego saltaremos un año, y luego habrá otros cuatro o cinco días, y luego saltaremos un año», con la toma final que conduce a Rogue One.  Durante el desarrollo de la temporada, Gilroy consideró brevemente incluir a Palpatine, pero finalmente sintió que era «demasiado pesado para incorporarlo» a la trama. Asimismo, Gilroy nunca consideró incluir a Darth Vader en la historia, ya que siente que escribir sobre el personaje es «realmente limitante».

### Diseño
Luke Hull se desempeñó como diseñador de producción en la serie, y la describió como "muy cinematográfica".  Neal Scanlan proporcionó los efectos de criatura y droide después de hacer lo mismo para todas las películas de Star Wars de Disney, incluido Rogue One. Dijo que su equipo estaba tratando la serie de la misma manera que lo hicieron con las películas,  y debido a la participación de Gilroy, la serie encajaría dentro del mismo "bolsillo de la historia [de Star Wars]" que Rogue One con un "ligeramente borde más duro" que otros proyectos de Star Wars. Scanlan agregó que las criaturas no utilizadas desarrolladas para las películas podrían volver a la serie,  junto con las criaturas recién creadas.  Un escenario de ciudad al aire libre, que la coprotagonista Adria Arjona estimó de tres a cinco cuadras de largo, fue construido prácticamente para la serie.

### Elenco
Se confirmó que Diego Luna retomaría su papel de Cassian Andor de la película Rogue One con el anuncio de la serie en noviembre de 2018. Se anunció en abril de 2019 que Alan Tudyk también retomaría su papel como K-2SO. Un año más tarde, Stellan Skarsgard, Kyle Soller, Genevieve O'Reilly y Denise Gough se unieron al reparto. O'Reilly repite su papel de Mon Mothma de Rogue One y otras películas anteriores de Star Wars. Adriá Arjona se unió al elenco en agosto de 2020, y se reveló que Fiona Shaw también aparecería en la serie en diciembre. Un mes después, Tudyk confirmó que ya no aparecería en la primera temporada de la serie debido a los cambios en la historia de Gilroy, pero que podría aparecer en posibles futuras temporadas.

### Filmación
La filmación de la serie comenzó en Londres a finales de noviembre de 2020 en los Pinewood Studios, con Toby Haynes dirigiendo los primeros tres episodios de la serie, y Jonathan Freeman como director de fotografía. Se informó anteriormente que la serie comenzaría a filmarse en 2019, y luego en junio de 2020, pero se retrasó debido a la pandemia de COVID-19. La serie fue filmada bajo el título provisional Pilgrim,  y fue la primera serie de Star Wars de acción en vivo que no hizo uso de la tecnología de fondo digital StageCraft. Esto se hizo porque los guiones eran más adecuados para ser filmados en locaciones y escenarios grandes, y Luna notó que adoptar un enfoque de filmación diferente para la serie la hacía similar a Rogue One, cuyo estilo de filmación era distinto al de otras películas de Star Wars.
La segunda temporada está programada para comenzar a filmarse en noviembre de 2022 y durar hasta agosto de 2023, con Gilroy anticipando un año para la postproducción como con la primera temporada.  Los episodios se filmarán una vez más en «bloques» de tres episodios a la vez, con cada bloque acercando la historia un año más a los eventos de Rogue One. Gilroy declaró que no dirigiría la segunda temporada debido a sus compromisos como showrunner.

### Música
Gilroy se puso en contacto con Nicholas Britell sobre la composición de la serie en 2020, antes de que comenzara la filmación, para poder componer la música original que se reproduciría en el set. Gilroy y Britell, que son vecinos en Manhattan, se conocieron por primera vez para el proyecto en agosto de 2020. Kennedy y Gilroy querían que la serie tuviera un sonido único, y Britell dijo que sería "más orquestal" con una "amplia gama de sonidos". incluyendo algunos que él había creado. Agregó que el gran alcance de la serie significaba que "cada episodio tiene nuevas demandas, nueva música y nuevas ideas. Es importante que a medida que evoluciona la historia, la música también evolucione". Se reveló públicamente que Britell sería el compositor de la serie en febrero de 2022, y todavía estaba trabajando en eso en mayo cuando dijo que habían estado "trabajando sin parar durante meses, en realidad años, en este momento". Para entonces, la grabación estaba en marcha en los estudios AIR Lyndhurst de Londres, con una orquesta completa. Britell no pudo viajar a Londres debido a la pandemia, pero tenía un equipo allí que también trabajó con él en otras series de televisión.

## Lanzamiento
Originalmente se esperaba que la serie se estrenara en 2021, sin embargo inicialmente se retrasó debido a la pandemia de COVID-19, contando con una fecha de estreno el 31 de agosto de 2022. Posteriormente se volvió a retrasar hasta el 21 de septiembre de 2022, contando de 12 episodios. Se esperaba su lanzamiento en agosto de 2024,pero debido a retrasos en la producción debido a las huelgas, se informó que el lanzamiento probablemente se retrasó hasta 2025.  La segunda temporada se estrenó el 22 de abril de 2025.

### Medios domésticos
La primera temporada de Andor se lanzó en formato Blu-ray Ultra HD y Blu-ray por Walt Disney Studios Home Entertainment el 30 de abril de 2024, con empaque SteelBook y tarjetas de arte conceptual. Entre los contenidos adicionales se incluyen featurettes.

## Recepción

### Audiencia
Según Whip Media, Andor fue la segunda serie de televisión nueva más esperada para septiembre de 2022.  Según el agregador de transmisión JustWatch, Andor fue la serie de televisión más reproducida en todas las plataformas en los Estados Unidos, durante la semana del 25 de septiembre de 2022.  Según el agregador de streaming Reelgood, Andor fue el programa más visto en todas las plataformas durante la semana del 28 de septiembre de 2022, el 3°ero durante la semana del 5 de octubre de 2022, el 3°ero durante la semana del 14 de octubre de 2022, y el 7°timo durante la semana del 26 de octubre de 2022. Según Whip Media, Andor fue la tercera serie original más reproducida en todas las plataformas en los Estados Unidos, durante la semana del 16 de octubre de 2022, la serie original más reproducida en todas las plataformas de Estados Unidos durante la semana del 23 de octubre de 2022 y la serie original más reproducida en todas las plataformas de Estados Unidos durante la semana del 30 de octubre de 2022.
La recepción de la segunda temporada de Andor también fue aclamada como una de las mejores producciones del universo Star Wars, obteniendo un 99% de aprobación en Rotten Tomatoes y destacando por su narrativa madura y profunda . Entre los episodios más elogiados se encuentran el 8, “¿Quién eres?”, que retrata una revuelta en Ghorman con Cassian Andor apoyando a los rebeldes, y el 9, centrado en una confrontación clave entre Mon Mothma y Darth Sidious en el Senado; ambos episodios alcanzaron una calificación de 9.8/10 en IMDb 

### Respuesta de la crítica
El sitio web del agregador de reseñas Rotten Tomatoes informó un índice de aprobación del 96% basado en 606 reseñas de críticos. El consenso de los críticos del sitio web lo considera como una serie «excepcionalmente madura y política de Star Wars, y una de las mejores hasta ahora». Metacritic, que utiliza un promedio ponderado, asignó una puntuación de 74 sobre 100 basada en 31 críticos, lo que indica «críticas generalmente favorables».
En una reseña de cuatro estrellas, The Guardian calificó a Andor como «el mejor programa de Star Wars desde The Mandalorian», mientras que Variety se mostró positivo con respecto a la diferencia de Andor de otros proyectos de Star Wars con una «historia de personas que no tienen nada que ver con Solos, Skywalkers o Palpatines, pero cuyas vidas importan de todos modos». El arco de la prisión del Episodio 9 se comparó positivamente con el primer largometraje de George Lucas, THX 1138. Polygon consideró que el personaje de Andy Serkis del arco de la prisión era mejor que su personaje anterior de la trilogía de secuelas, Snoke.

### Elogios
Andor fue aclamado por la crítica y constantemente ocupó el primer lugar entre los diez primeros en las listas de series de televisión "Lo mejor de 2022" de numerosas publicaciones, incluidas las de IGN, Polygon, USA Today, Vulture y Empire, entre otras.
| Premio                                                | Año  | Categoría                                                                                     | Nominado(s) | Resultado | Ref.   |
| ----------------------------------------------------- | ---- | --------------------------------------------------------------------------------------------- | --- | --------- | ------ |
| British Society of Cinematographers Awards            | 2022 | Mejor fotografía en un drama televisivo                                                       | Adriano Goldman (por "One Way Out") | Nominado  | [ 71 ] |
| Peabody Awards                                        | 2022 | Entretenimiento                                                                               | Andor | Ganador   | [ 72 ] |
| American Cinema Editors Awards                        | 2023 | Mejor edición en serie dramática                                                              | Simon Smith (por "One Way Out") | Ganador   | [ 73 ] |
| Art Directors Guild Awards                            | 2023 | Excelencia en diseño de producción para una serie de fantasía de una hora con una sola cámara | Luke Hull (por "Rix Road") | Nominado  | [ 74 ] |
| Black Reel Television Awards                          | 2023 | Mejor actuación invitada, serie dramática                                                     | Forest Whitaker | Pendiente | [ 75 ] |
| British Academy Television Awards                     | 2023 | Mejor actriz de reparto                                                                       | Fiona Shaw | Nominado  | [ 76 ] |
| British Academy Television Craft Awards               | 2023 | Mejor edición: Ficción                                                                        | Frances Parker (por "Announcement") | Nominado  | [ 76 ] |
| British Academy Television Craft Awards               | 2023 | Mejores efectos visuales especiales                                                           | Mohen Leo, TJ Falls, Richard Van Den Bergh y Jean-Clément Soret                                                                                    | Nominado  | [ 76 ] |
| Critics' Choice Television Awards                     | 2023 | Mejor serie dramática                                                                         | Andor | Nominado  | [ 77 ] |
| Critics' Choice Television Awards                     | 2023 | Mejor actor en serie dramática                                                                | Diego Luna | Nominado  | [ 77 ] |
| Critics' Choice Super Awards                          | 2023 | Mejor serie de ciencia ficción/fantasía                                                       | Andor | Ganador   | [ 78 ] |
| Critics' Choice Super Awards                          | 2023 | Mejor actor en serie de ciencia ficción/fantasía                                              | Diego Luna | Nominado  | [ 78 ] |
| Critics' Choice Super Awards                          | 2023 | Mejor actriz en serie de ciencia ficción/fantasía                                             | Fiona Shaw | Nominado  | [ 78 ] |
| Golden Globe Awards                                   | 2023 | Mejor actor en serie de televisión - Drama                                                    | Diego Luna | Nominado  | [ 79 ] |
| Golden Reel Awards                                    | 2023 | Logro destacado en edición de sonido: transmisión de efectos de formato largo y foley         | David Acord, Margit Pfeiffer, J.R. Grubbs, Shaun Farley, John Roesch, Shelley Roden (por "Reckoning")                                              | Nominado  | [ 80 ] |
| Golden Trailer Awards                                 | 2023 | Mejor acción para una serie de TV/Streaming (Tráiler/Teaser/Anuncio de TV)                    | Andor | Ganador   | [ 81 ] |
| Hollywood Critics Association Creative Arts TV Awards | 2023 | Mejor actor invitado en una serie dramática                                                   | Andy Serkis | Pendiente | [ 82 ] |
| Hollywood Critics Association Creative Arts TV Awards | 2023 | Mejor casting en una serie dramática                                                          | Andor | Pendiente | [ 82 ] |
| Hollywood Critics Association Creative Arts TV Awards | 2023 | Mejor vestuario en ciencia ficción o fantasía                                                 | Andor | Pendiente | [ 82 ] |
| Hollywood Critics Association Creative Arts TV Awards | 2023 | Mejores acrobacias                                                                            | Andor | Pendiente | [ 82 ] |
| Hollywood Critics Association TV Awards               | 2023 | Mejor serie en streaming, drama                                                               | Andor | Pendiente | [ 82 ] |
| Hollywood Critics Association TV Awards               | 2023 | Mejor actor en una serie en streaming, drama                                                  | Diego Luna | Pendiente | [ 82 ] |
| Hollywood Critics Association TV Awards               | 2023 | Mejor actor de reparto en una serie en streaming, drama                                       | Stellan Skarsgård | Pendiente | [ 82 ] |
| Hollywood Critics Association TV Awards               | 2023 | Mejor actriz de reparto en una serie en streaming, drama                                      | Genevieve O'Reilly | Pendiente | [ 82 ] |
| Hollywood Critics Association TV Awards               | 2023 | Mejor dirección en una serie en streaming, drama                                              | Benjamin Caron (por "Rix Road") | Pendiente | [ 82 ] |
| Hollywood Critics Association TV Awards               | 2023 | Mejor guion en una serie en streaming, drama                                                  | Tony Gilroy (por "Rix Road") | Pendiente | [ 82 ] |
| IGN Select Awards                                     | 2023 | Serie de televisión del año                                                                   | Andor | Ganador   | [ 83 ] |
| MTV Movie & TV Awards                                 | 2023 | Mejor héroe                                                                                   | Diego Luna | Nominado  | [ 84 ] |
| MTV Movie & TV Awards                                 | 2023 | Mejor pelea                                                                                   | Escape de Narkina 5 | Nominado  | [ 84 ] |
| Producers Guild of America Awards                     | 2023 | Mejor Productor de Televisión Episódica, Drama                                                | Andor | Nominado  | [ 85 ] |
| Screen Actors Guild Awards                            | 2023 | Mejor actuación de un equipo de especialistas en una serie de televisión                      | Andor | Nominado  | [ 86 ] |
| Society of Composers & Lyricists Awards               | 2023 | Mejor composición para televisión                                                             | Nicholas Britell | Nominado  | [ 87 ] |
| Television Critics Association Awards                 | 2023 | Programa del año                                                                              | Andor | Nominado  | [ 88 ] |
| Television Critics Association Awards                 | 2023 | Nuevo programa                                                                                | Andor | Nominado  | [ 88 ] |
| Television Critics Association Awards                 | 2023 | Logro destacado en drama                                                                      | Andor | Nominado  | [ 88 ] |
| Visual Effects Society Awards                         | 2023 | Excelencia en entorno creado en un episodio, comercial o proyecto en tiempo real              | Pedro Santos, Chris Ford, Jeff Carson-Bartzis, Alex Murtaza (por "Reckoning")                                                                      | Nominado  | [ 89 ] |
| Writers Guild of America Awards                       | 2023 | Serie de drama                                                                                | Dan Gilroy, Tony Gilroy, Stephen Schiff y Beau Willimon                                                                                            | Nominado  | [ 90 ] |
| Writers Guild of America Awards                       | 2023 | Nueva serie                                                                                   | Dan Gilroy, Tony Gilroy, Stephen Schiff y Beau Willimon                                                                                            | Nominado  | [ 90 ] |
| Primetime Creative Arts Emmy Awards                   | 2024 | Mejor fotografía para una serie (una hora)                                                    | Damián García (for "Rix Road") | Pendiente | [ 91 ] |
| Primetime Creative Arts Emmy Awards                   | 2024 | Mejor composición musical para una serie (partitura dramática original)                       | Nicholas Britell (for "Rix Road") | Pendiente | [ 91 ] |
| Primetime Creative Arts Emmy Awards                   | 2024 | Mejor tema musical original del título principal                                              | Nicholas Britell | Pendiente | [ 91 ] |
| Primetime Creative Arts Emmy Awards                   | 2024 | Mejor edición de sonido para una serie de comedia o drama (una hora)                          | David Acord, Margit Pfeiffer, Richard Quinn, Jonathan Greber, J.R. Grubbs, John Finklea, Shaun Farley, Shelley Roden y John Roesch (por "The Eye") | Pendiente | [ 91 ] |
| Primetime Creative Arts Emmy Awards                   | 2024 | Excelencia efectos visuales especiales en una temporada o una película                        | Mohen Leo, TJ Falls, Richard Van Den Bergh, Neal Scanlan, Liyana Mansor, Scott Pritchard, Joseph Kasparian, Jelmer Boskma y Jean-Clément Soret     | Pendiente | [ 91 ] |
| Primetime Emmy Awards                                 | 2024 | Mejor serie dramática                                                                         | Sanne Wohlenberg, Tony Gilroy, Kathleen Kennedy, Diego Luna, Toby Haynes, Michelle Rejwan, Kate Hazell, David Meanti                               | Pendiente | [ 91 ] |
| Primetime Emmy Awards                                 | 2024 | Mejor dirección para serie dramática                                                          | Benjamin Caron (por "Rix Road") | Pendiente | [ 91 ] |
| Primetime Emmy Awards                                 | 2024 | Mejor guion para serie dramática                                                              | Beau Willimon (por "One Way Out") | Pendiente | [ 91 ] |